# RMS Olympic
RMS Olympic je jedan od triju brodova izgrađenih 1911. za White Star Line. On dolazi iz serije gdje su još bili RMS Titanic, te HMHS Britannic (Gigantic). 
Olympic je za razliku od Titanica i Britannica, dugo trajao, zato što je u službi bio do 1935., kada je povučen, te izrezan. Dok je on toliko bio u službi, Titanic je potonuo već na prvom putovanju 1912., a Britannic 1916. godine.
U Londonu 1907. godine sastali su se J. B. Ismay, predsjednik White Star Linea i James Pirrie, predsjednik brodogradilišta Harland and Wolff. Odlučili su sagraditi tri prekooceanska broda do tada neviđene veličine.
Već u srpnju 1908. godine, potpisan je ugovor o izgradnji triju brodova, Olympic, Titanic i Gigantic (kasnije Britannic) koje će konstruirati Thomas Andrews.